# インターナショナルエアアカデミー
インターナショナルエアアカデミー（International Air Academy = IAA）は、福岡県福岡市にある航空専門校と名乗るキャビンアテンダント養成学校である。株式会社インターナショナルエアアカデミーが運営する。1984年設立。

## コース
高校卒業者向けに福岡校にエアライン本科短大コースとエアライン本科留学コースの2コースを設置。生徒は愛知産業大学短期大学国際コミュニケーション学科に在席し、卒業者は同時に短期大学の卒業資格を得る。また福岡校では、大学や短大卒業者向けのエアライン本科専門コースを設置している。そのほかサクセスコースまたは新サクセスコースを10校で展開する。

## 校舎
- 福岡校（福岡市中央区）
- 東京校（東京都渋谷区）
- 大阪校（大阪市北区）
- 広島校（広島市中区）